# 베스트 셀러 (1987년 영화)
《베스트 셀러》(영어: Best Seller)는 미국에서 제작된 존 플린 감독의 1987년 네오누아르 범죄 스릴러 영화이다. 제임스 우즈, 브라이언 데너히 등이 출연하였고, 카터 디헤이븐 등이 제작에 참여하였다.

## 출연진
- 제임스 우즈
- 브라이언 데너히
- 빅토리아 테넌트
- 폴 시나
- 조지 코
- 앤 피토니액
- 메리 카버
- 설리 보이어

## 기타 제작진
- 배역: 다이앤 디메이오, 마이클 매클레인
- 미술: 진 루돌프